# Katrien Gielen
Katrien Gielen (* 26. Oktober 1990 in Hasselt) ist eine belgische Volleyball- und Beachvolleyballspielerin.

## Karriere
Gielen begann ihre Karriere als Hallen-Volleyballerin. Sie spielte unter anderem in Tongern. Als die erfahrene Beachvolleyballerin Liesbeth Mouha Anfang 2011 eine neue Partnerin suchte, wechselte Gielen zum Spiel im Sand. Bei der Weltmeisterschaft in Rom erreichten sie als Gruppenzweite die erste Hauptrunde und schieden gegen die Deutschen Katrin Holtwick und Ilka Semmler aus. Im August spielten sie bei der Europameisterschaft in Kristiansand, wo sie im Viertelfinale gegen die Tschechinnen Klapalová/Háječková ausschieden.